# Licun (sockenhuvudort i Kina, Jiangxi Sheng, lat 25,85, long 115,39)
Licun är en sockenhuvudort i Kina. Den ligger i provinsen Jiangxi, i den sydöstra delen av landet, omkring 320 kilometer söder om provinshuvudstaden Nanchang. Antalet invånare är 24 072. Befolkningen består av 12 683 kvinnor och 11 389 män. Barn under 15 år utgör 30 %, vuxna 15-64 år 59 %, och äldre över 65 år 10,0 %.
Runt Licun är det tätbefolkat, med 257 invånare per kvadratkilometer. Närmaste större samhälle är Zishan, 19,4 km nordost om Licun. I omgivningarna runt Licun växer i huvudsak blandskog.
Genomsnittlig årsnederbörd är 1 887 millimeter. Den regnigaste månaden är maj, med i genomsnitt 333 mm nederbörd, och den torraste är oktober, med 17 mm nederbörd.